# Samtgemeinde Leinebergland
De Samtgemeinde Leinebergland is een samenwerkingsverband (Samtgemeinde) van drie gemeenten in het Landkreis Hildesheim in de Duitse deelstaat Nedersaksen. De Samtgemeinde werd gevormd op 1 november 2016 door de fusie van de Samtgemeinden Gronau en Duingen. Daarbij werden de deelgemeenten van de beide oude Samtgemeinden "gedegradeerd" tot Ortsteile van de twee nieuwe deelgemeentes Gronau en Duingen, met uitzondering van Eime, dat zelf de status van Gemeinde behield en van Gronau werd losgekoppeld.

## Bestuurszetel

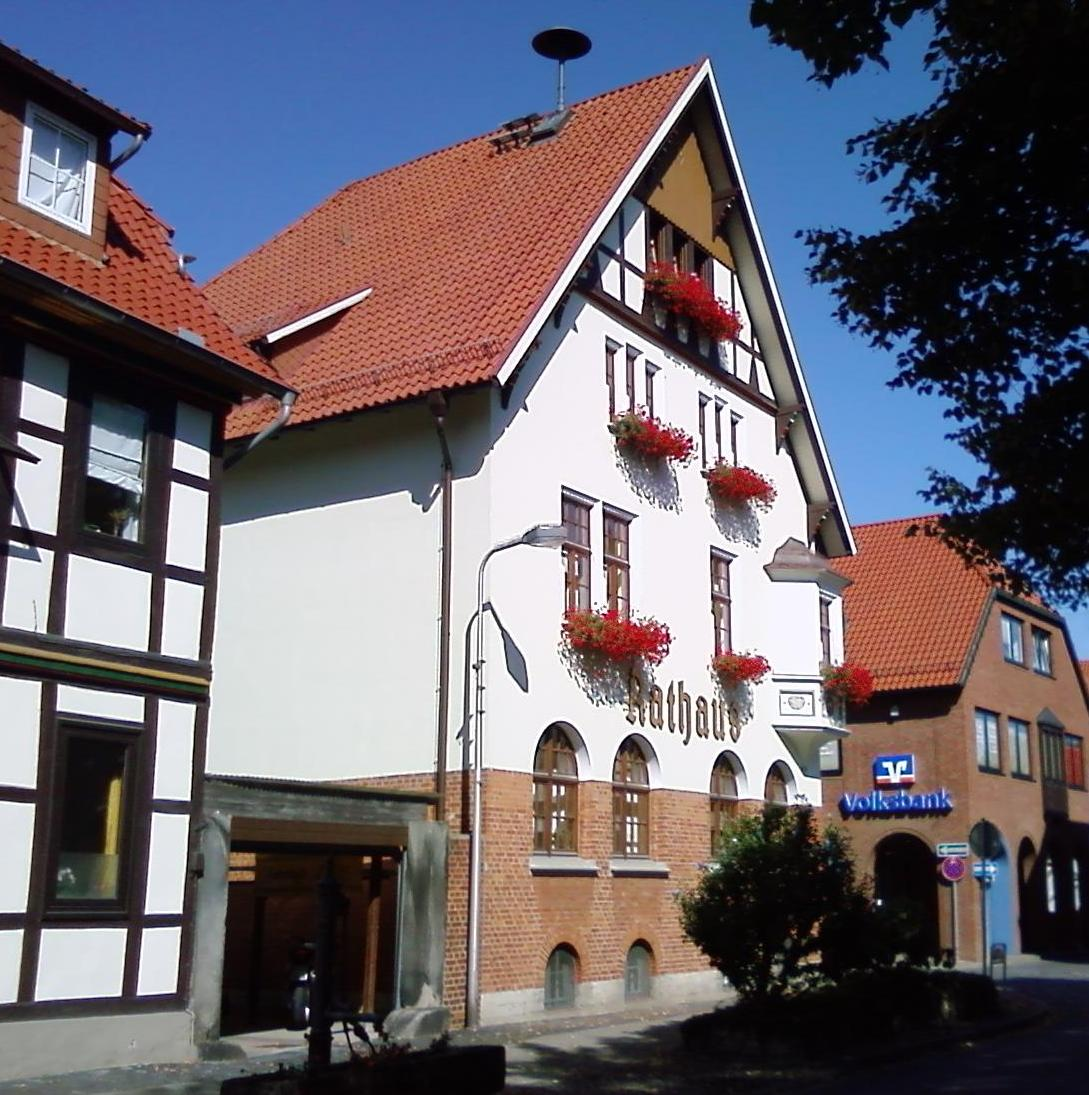
Stadhuis van Gronau (Leine) (1)
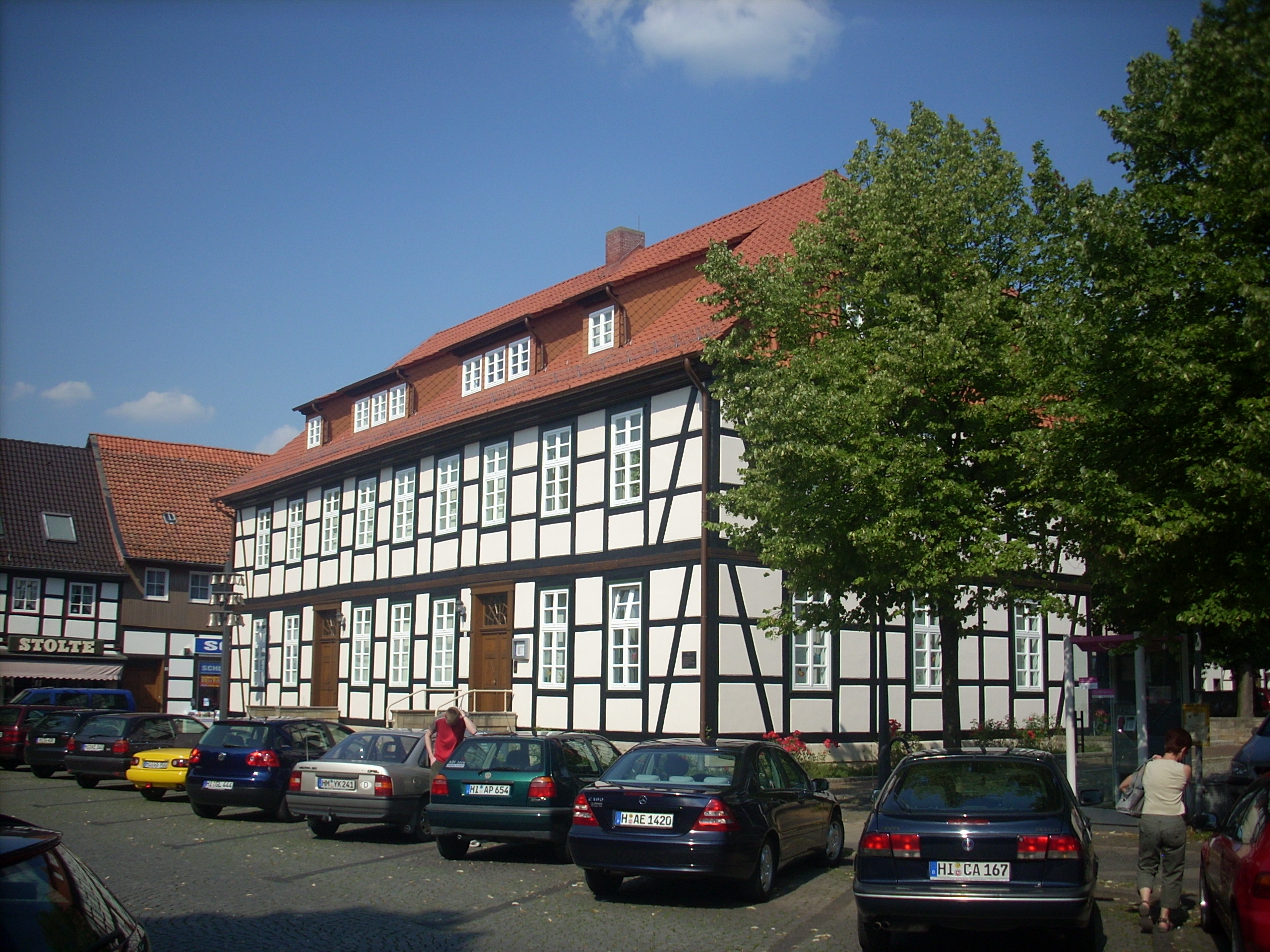
Stadhuis van Gronau (Leine) (2: Verwaltungsgebäude 2)

Het bestuur van de Samtgemeinde is in het stadhuis van Gronau gevestigd. Dit bestaat uit twee, dicht bij elkaar gelegen, gebouwen in het centrum. Te Duingen is een filiaal van het Samtgemeinde-bestuur gevestigd.

## Deelnemende gemeenten
- Duingen (4.894) met naast het gelijknamige hoofddorp de dorpen:
  - Capellenhagen
  - Coppengrave
  - Fölziehausen
  - Hoyershausen, waartoe naast het gelijknamige hoofddorp weer behoren:
    - Lübbrechtsen
    - Rott

  - Marienhagen
  - Weenzen

- Eime (2.555) bestaande uit de dorpen en gehuchten:
  - Eime-dorp
  - Deilmissen
  - Deinsen
  - Dunsen
  - Landgoed Heinsen

- Gronau (Leine) (10.711) met naast de Kernstadt Gronau (Leine) de dorpen (Ortsteile):
  - Banteln
  - Despetal, weer bestaande uit de alle drie in 2016 Ortsteil van Gronau geworden dorpen:
    - Barfelde
    - Eitzum
    - Nienstedt

  - Betheln
  - Brüggen
  - Dötzum
  - Eddinghausen
  - Haus Escherde
  - Heinum
  - Rheden
  - Wallenstedt

Tussen haakjes het aantal inwoners volgens een door de Duitse Wikipedia geraadpleegde overheidsstatistiek van de deelstaat Nedersaksen. Totaal aantal inwoners van de gehele Samtgemeinde: 18.160. Peildatum: 31 december 2020. De meerderheid van de christenen in de Samtgemeinde Leinebergland is evangelisch-luthers.

## Infrastructuur
Autobahnen zijn niet in of dicht bij de Samtgemeinde te vinden. De dichtstbijzijnde is de A7 nabij het circa 20 km ten noordoosten van Gronau gelegen Hildesheim.
De Samtgemeinde wordt in het westen doorsneden door de noord-zuid verlopende Bundesstraße 3 Hannover -Alfeld - Northeim. Iets ten noorden van Banteln takt de Bundesstraße 240 van de B 3 af. Deze loopt van Gronau (Leine) westwaarts naar Eime en kronkelt verder zuidwestwaarts langs Weenzen naar Bodenwerder aan de Wezer. De B 240 is anno 2021 in reconstructie, de weg wordt om de dorpen heen verlegd. Bij het enige kilometers verder noordwaarts gelegen Elze kruist de B 3 de belangrijke Bundesstraße 1.
Banteln, dat enkele kilometers ten zuidwesten van Gronau ligt, heeft, als enige plaats in de Samtgemeinde Leinebergland een spoorwegstation. Het ligt aan de spoorlijn Hannover - Kassel of Hannoversche Südbahn, en wordt ieder uur door een stoptrein in beide richtingen bediend. De spoorlijn en de B 3 lopen bij Banteln evenwijdig vlak naast elkaar.
Een streekbus rijdt 7 x per dag, op zondagen 4 x, van Gronau naar Hildesheim en terug; deze bus rijdt op vrijdag- en zaterdagavond rond 22.00 één extra uitgaansavonddienst. Tussen station Banteln, Gronau en Alfeld rijden op werkdagen 7 x per dag kleine belbusjes, waarvoor men een uur van tevoren plaats moet bespreken. Ook is er op werkdagen een belbuslijn, die een rondje rijdt langs Gronau en bijna alle dorpen van de Samtgemeinde. In de ochtendspits, op schooldagen, rijden enkele extra bussen.
Voor meer informatie over o.a. economie, geschiedenis, bezienswaardigheden, belangrijke inwoners e.d. wordt verwezen naar de artikelen over de drie deelgemeentes.